# Jacques Normand (animateur de radio)
Pour les articles homonymes, voir Jacques Normand.
Jacques Normand, né Raymond Pascal Chouinard le 15 avril 1922 à Charlesbourg et mort le 7 juillet 1998 à Montréal à l'âge de 76 ans, est un chanteur et un animateur de radio et de télévision canadien. Il débute comme annonceur à la station de radio privée CHRC de Québec sous le nom de Raymond Boisseau, mais il adopte rapidement celui de Jacques Normand lorsqu'il passe au service de la station rivale CKCV. Il est le frère de Camil Chouinard, journaliste à Radio-Canada pendant de nombreuses années, de Pierre Chouinard, ex-animateur de Radio-Canada (Montréal Express) et de Paul Chouinard, secrétaire de Daniel Johnson. Il est l'oncle du comédien Normand Chouinard et de l'animateur-réalisateur André Chouinard de Radio-Canada  ainsi que de Simon Chouinard également animateur à la radio.

## Biographie

### Les débuts
Raymond Chouinard se destine à une carrière sportive lorsqu'un grave accident de plongeon le contraint à recourir aux soins du neurochirurgien Wilder Penfield et à effectuer une convalescence au lit de plusieurs  mois. Il consacre alors tout son temps libre à écouter les vedettes radiophoniques de l'époque, dont Roger Baulu. Lorsqu'il sort de l'hôpital, le jeune Raymond sait qu'il veut devenir animateur à la radio. 
C'est en 1941, qu'il commence sa vie publique à la station CHRC de Québec dont il se fait congédier pour avoir interrompu la diffusion d'un discours du Général de Gaulle. Malgré cela, il décroche un emploi d'animateur-chanteur à CKCV quelques jours plus tard. L'animateur-vedette de la station, Saint-Georges Côté, lui suggère alors d'adopter le pseudonyme Jacques Normand. Toutefois, c'est à la station de radio CBV qu'on lui confiera une première émission à caractère vraiment musical: Ici on chante qui sera diffusée à travers tout le réseau de Radio-Canada. Il chante également à une émission matinale animée par le jeune annonceur René Lévesque. Le hasard de son travail à la radio l'amène à couvrir comme reporter la rencontre historique à Québec entre Churchill, Roosevelt et Mackenzie King. Il y travaille avec son idole Roger Baulu, qui deviendra un grand complice toute sa vie.
Ses talents d'animateur, de chanteur et de fantaisiste font de lui un personnage reconnu et demandé dans les différentes stations radiophoniques ou dans les boîtes de nuit. 
Avec la chanteuse Lise Roy (qu'il épousera en 1945), il est la vedette d'un radio-roman de Radio-Canada Mariages de guerre (1943). Il y côtoie l'auteur Henry Deyglun. Il part pour New York en 1944, où il tiendra l'affiche plusieurs mois au Bal Tabarin à New York, interprétant des chansons de Maurice Chevalier.

### Les nuits de Montréal
À son retour au Québec, en janvier 1946, il s'installe définitivement à Montréal. Il joue au Monument national avec Lise Roy, Roland D'Amour, Janine Sutto, Mimi D'Estée et la vedette Alys Robi dans la revue musicale Ça atomiquet-y? d'Henry Deyglun.
À l'automne 1946, il devient l'animateur principal d'une émission radio de CKVL (Montréal) qui deviendra très populaire: La parade de la chansonnette française. Cette émission, d'une durée de huit heures au cours de laquelle se relaient plusieurs animateurs est la locomotive de la station. D'autres jeunes animateurs se joignent à l'équipe : Jacques DesBaillets (en), Roger Baulu, Guy Mauffette, Jean-Maurice Bailly, Gilles Pellerin et Paul Berval. Par la suite, il anime une nouvelle émission nouveau genre à CKVL, Le fantôme au clavier (1947-1950), avec Gilles Pellerin et Billy Munro qui connut un grand succès. Débute une grande complicité avec Gilles Pellerin qui sera pendant plusieurs années son faire-valoir dans les numéros comiques de cabarets.
Jacques Normand enregistre ses premiers disques chez RCA Victor en 1948. où il reprend des succès français tels que La mer de Charles Trenet, Bébert de Maurice Chevalier ou C'est si bon.
Toujours en 1948, il anime avec Lise Roy, l'émission Y'a du soleil sur les ondes de CKAC. Les commanditaires de cette émission, les fabricants de la gomme à mâcher Wrigley, les invitent à faire une émission de radio à Chicago le 23 décembre 1948 puis à participer, le jour de Noël, à une émission radiodiffusée dans toute l'Amérique et comprenant plusieurs célébrités, dont Bing Crosby, George Burns, The Andrews Sisters, Gene Autry et Lionel Barrymore. Cet évènement est souligné avec éclat par une visite chez le maire de Montréal (Camillien Houde) et des fêtes populaires au départ et à l'arrivée.
Déjà une vedette au Québec, Jacques Normand devient, à partir de 1947, l'âme des nuits de Montréal en animant le cabaret Au Faisan Doré.
Cette boîte de nuit permet à de nombreux artistes français de s'y produire. C'est ainsi que les Québécois découvrent le duo Charles Aznavour et Pierre Roche, les Frères Jacques et Charles Trenet, Jean Rafa auxquels s'ajouteront peu à peu de jeunes auteurs ou interprètes du Québec tels qu'Aglaé, Estelle Caron, Colette Bonheur, Fernand Gignac, Raymond Lévesque, Guylaine Guy, Monique Leyrac et Dominique Michel.
Jacques Normand restera pour plusieurs le célèbre interprète de la chanson «Les nuits de Montréal» (paroles de Jean Rafa et musique d'Émile Prud'homme) qui représente bien cette période d'effervescence des cabarets montréalais à laquelle succédera l'affirmation de la chanson québécoise. 
Dans les années 1950, il devient directeur artistique et animateur des cabarets Le Continental, Les Trois Castors et  Saint-Germain-des-Prés , faisant souvent équipe avec son ami Gilles Pellerin.
En septembre 1956, Jacques Normand connaît un important succès avec la revue La ville détrack, en compagnie de la troupe du Rirathon de Marcel Gamache. À la suite de son départ fracassant de l'émission Porte ouverte (Radio-Canada), qu'il animait avec Gilles Pellerin, il présente la revue Porte fermée au Cabaret aux Trois Castors pendant plusieurs semaines.
En 1957, Jacques Normand accueillait Clémence DesRochers au Cabaret Saint-Germain-des-Prés.

### La télévision
À la naissance de la télévision québécoise en 1952, Jacques Normand fait le saut vers la télévision où il coanime successivement le Café des artistes,  Porte ouverte et Music-Hall.
De plus, il a été, pendant dix ans (1960-1970), le compère de Roger Baulu, dans l'émission Les Couche-tard à l'antenne de Radio-Canada. Cette émission de fin de soirée (formule talk-show) fut une des plus populaires du Québec dans les années 1960.

## Télévision-Cinéma
- 1953 - 1955 : Le Café des artistes (TV)
- 1955 - 1957 : Porte ouverte (TV)
- 1955 - 1962 : Music-Hall (TV) Invité régulier
- 1960 - 1970 : Les Couche-tard (TV)
- 1972 et 1977 : Bye Bye (TV)

## Honneurs
- 1949 - Artiste le plus populaire du Canada français par l'hebdomadaire Radio-monde.
- 1994 - Chevalier de l'Ordre national du Québec

## Hommages
- La rue Jacques-Normand a été nommée en son honneur, dans la ville de Québec, en 2006.
- Une plaque "Ici vécut" de la ville de Québec est présente au 456 rue du Roi, en son honneur, pour indiquer son ancien lieu de résidence.

## Discographie
- Jacques Normand à Québec, album enregistré en spectacle au Cabaret La porte St-Jean à Québec (1960), (1961, Apex, ALF 1527).

Monologue; Bois de Chaville; Monologue; C'est le printemps; Tu t'laisses aller; Les nuits de Montréal; En revenant d'Québec; Y'a du soleil; When my baby smiles at me; Retour. 
- Jacques Normand. Compilation (1995) (Fonovox, VOX 7820-2)

Il chantait tout l'temps la la la; La mer; Le chapeau à plumes; C'est si bon; Une p'tite femme sous un parapluie; Bébert; Pervenche; C'est pas qu'elle est belle; D'où viens-tu ?; Ma blonde; Les pompiers de chez-nous; Clémentine; En revenant de Québec; Les nuits de Montréal; Simplette; Tout à fait fou; Ma môme, ma p'tite môme; Il faut de tout pour faire un monde; Retour; La barbe; Les couche-tard; L'enfant prodigue.
(Réédité en 2005 sous le titre de Jacques Normand (1922-1998) Collection QUIM - Expérience - EXP 101 / Lors de la réédition, les titres "Les Couche-tard" et "L'enfant prodigue" ont été radiés):

## Sources
- Bilan du siècle
- Secrétariat de l'Ordre national du Québec
- Robert Gauthier, Jacques Normand, l'enfant terrible, Montréal, Ed. de l'Homme, 1998, 276 p.
- Québec info Musique